# Hochschulbibliothek Neu-Ulm

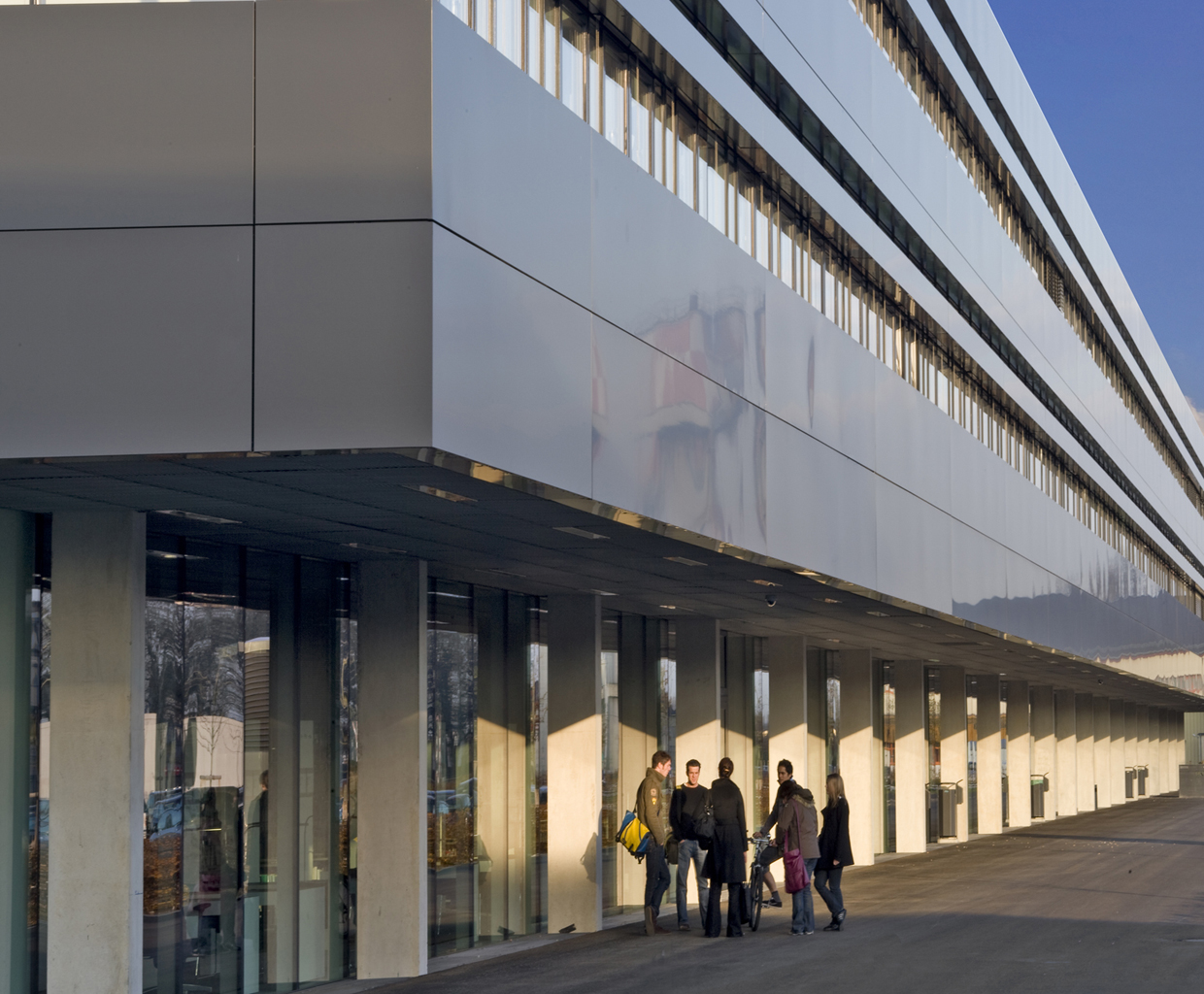
HNU, Gebäude A

Die Hochschulbibliothek Neu-Ulm ist die Bibliothek der Hochschule für angewandte Wissenschaften Neu-Ulm (HNU). Sie steht neben den Hochschulangehörigen auch Interessenten aus der Region für wissenschaftliche Zwecke und zur persönlichen Fortbildung zur Verfügung. Die Bibliothek hat derzeit ca. 6046 Kunden und verfügt über 186 Arbeitsplätze.

## Profil
Die Schwerpunkte der Hochschule Neu-Ulm in Lehre und Forschung sind die Bereiche Betriebswirtschaft, Gesundheitsmanagement, Informationsmanagement, Unternehmenskommunikation, Wirtschaftsinformatik und Wirtschaftsingenieurwesen. Für diese Fächer sammelt die Bibliothek vertieft Literatur.

## Standort
Die Bibliothek befindet sich im Hochschulhauptbau (Gebäude A) in der Wileystraße und hat eine Fläche von 1232 m² (937 m² im Erdgeschoss und 295 m² im Obergeschoss). Die Fläche ist folgendermaßen gegliedert:
- Im Eingangsbereich des Erdgeschosses befinden sich die Servicetheke, die stationären Recherche-PCs und eine Selbstverbuchungsstation.[3] Außerdem können Kinder in einer Kinderleseecke altersgerechte Literatur zu den Studienschwerpunkten der Hochschule entleihen.[4]
- Durch eine Personenschleuse im Erdgeschoss gelangen authentifizierte Personen vom Eingangsbereich in den Lesesaal, in dem der gesamte ausleihbare Printbestand untergebracht ist. Neben den Lesesaal-Arbeitsplätzen gibt es hier auch Einzelarbeitskabinen und einen Schulungsraum, der außerhalb von Veranstaltungen als Lernraum genutzt werden kann.[3]
- Im 1. Obergeschoss gibt es zahlreiche Einzelarbeitsplätze, 5 offene Gruppenarbeitsplätze ("Zugabteile") und 4 reservierbare Gruppenräume.[5] Das Obergeschoss kann entweder über eine Wendeltreppe vom Erdgeschoss aus oder über einen barrierefreien Zugang im Obergeschoss betreten werden.[5]

## Geschichte
Von 1994 bis 2008 war die Bibliothek in der Turnhalle einer ehemaligen High-School der amerikanischen Streitkräfte auf einer Fläche von 431 m² untergebracht. 1997 erfolgte die Anbindung an den deutschen Fernleihverkehr, 2008 die Einführung der RFID-Verbuchung. 2008 zog die Hochschule Neu-Ulm und mit ihr die Bibliothek in den Neubau in der Wileystraße.
Im Jahr 2010 nahm die Bibliothek am Bibliotheksranking BIX teil und gewann den Titel als zweitbeste deutsche sowie beste bayerische Hochschulbibliothek.
2018 zog die bisher in der Steubenstraße untergebrachte Fakultät Gesundheitsmanagement in einen Neubau in der Wileystraße und somit direkt neben das Hauptgebäude der Hochschule; in diesem Zuge wurde auch die bisherige Teilbibliothek in der Steubenstraße in die Bibliothek integriert.
2023 wurden die Erweiterungsbaumaßnahmen abgeschlossen: Zum einen hat die Bibliothek dadurch Räumlichkeiten im ersten Obergeschoss erhalten, zum anderen konnten dadurch personallose Öffnungszeiten eingeführt werden.

## Dienstleistungen
- Medienausleihe per RFID: Kunden können Medien an den Selbstverbuchungsstationen ausleihen. Die Rückgabe erfolgt an der Servicetheke bzw. außerhalb der personalgeführten Zeiten an den Rückgabeboxen vor und in der Bibliothek.
- Literaturrecherche: Der Buch- und E-Book-Bestand der Hochschulbibliothek ist über den elektronischen Bibliothekskatalog online recherchierbar. Außerdem können elektronische Fachdatenbanken an stationären PCs in den Räumlichkeiten der Bibliothek (für Hochschulangehörige auch via WLAN über eduroam und von außerhalb über EZproxy) aufgerufen werden. Externe Bibliothekskunden können darüber hinaus einen kostenlosen, öffentlichen WLAN-Hotspot (BayernWLAN) nutzen.
- Fernleihe: Hochschulangehörige können Bücher oder Zeitschriftenartikel, die sich nicht im Bestand der Hochschulbibliothek befinden, aus anderen Bibliotheken nach Neu-Ulm bestellen.
- Schulungen: Alle Kunden können Einführungen zur Literaturrecherche im Bibliothekskatalog und den Fachdatenbanken besuchen, an einer Schulung zum wissenschaftlichen Schreiben teilnehmen oder sich in der Nutzung von Literaturverwaltungsprogrammen schulen lassen.[9] Alle Schulungen sind zudem seit 2018 als Videotutorials frei im Internet verfügbar[10] und werden mit mittlerweile über 1,1 Millionen Zugriffen[11] weit über die Hochschule Neu-Ulm hinaus genutzt.
- Schreibberatung: Hochschulangehörige können individuelle Schreibberatungstermine buchen.[12] Sie können sich dabei zu allen Phasen ihrer wissenschaftlichen Arbeit beraten lassen.[13]

## Bilder

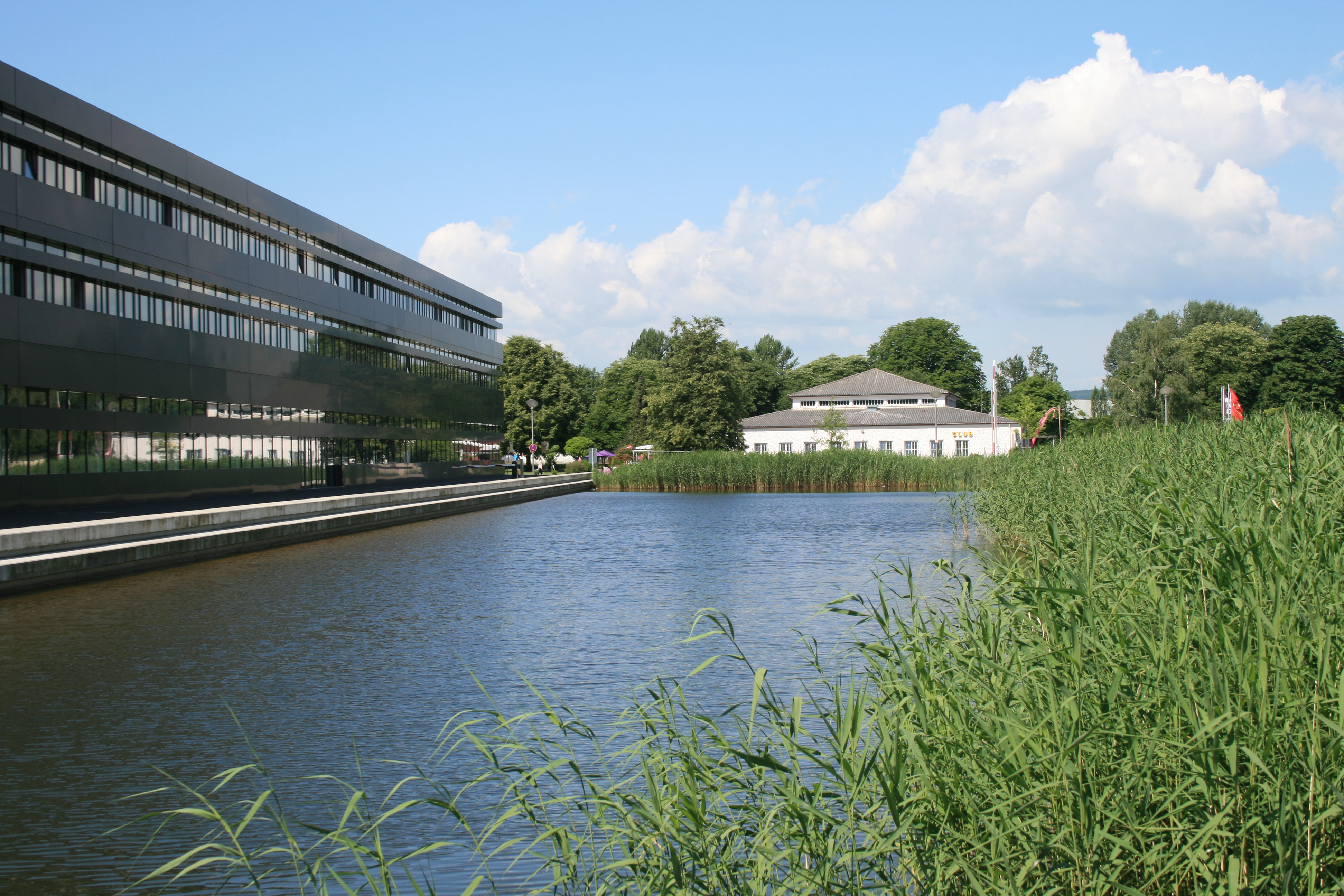
Außenansicht der Bibliothek von der Seeseite
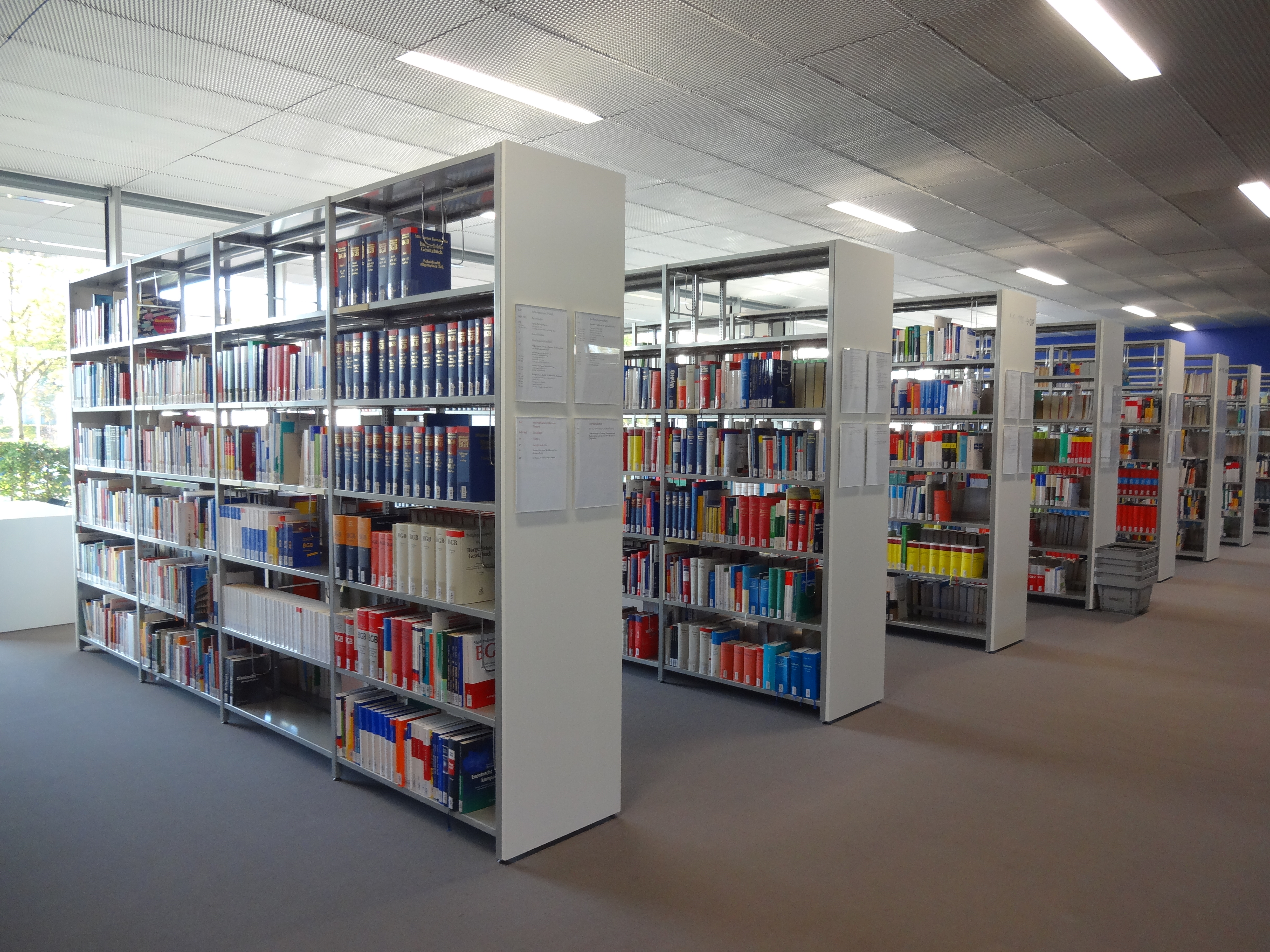
Erdgeschoss: Lesesaal
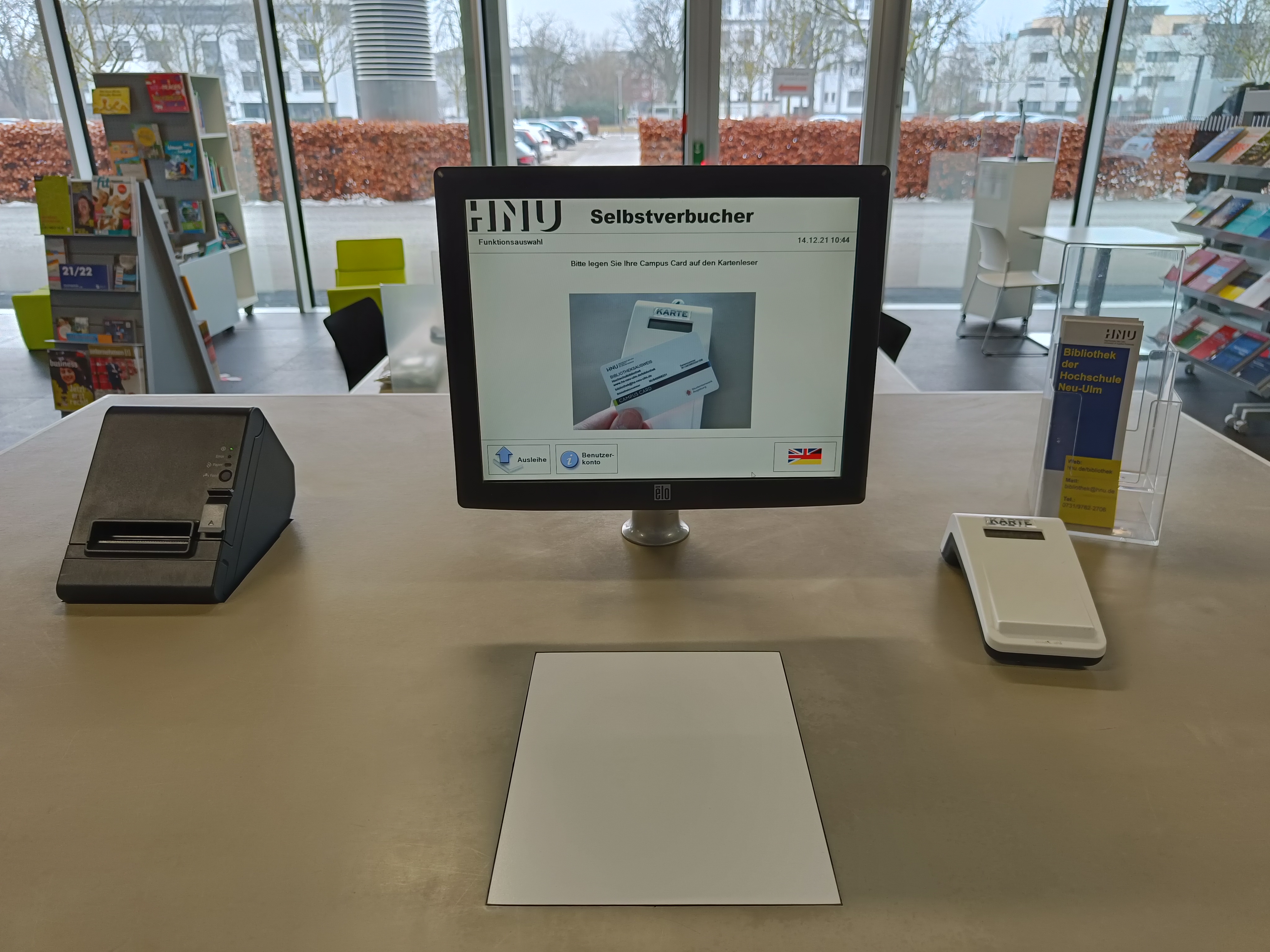
Erdgeschoss: Selbstverbucher
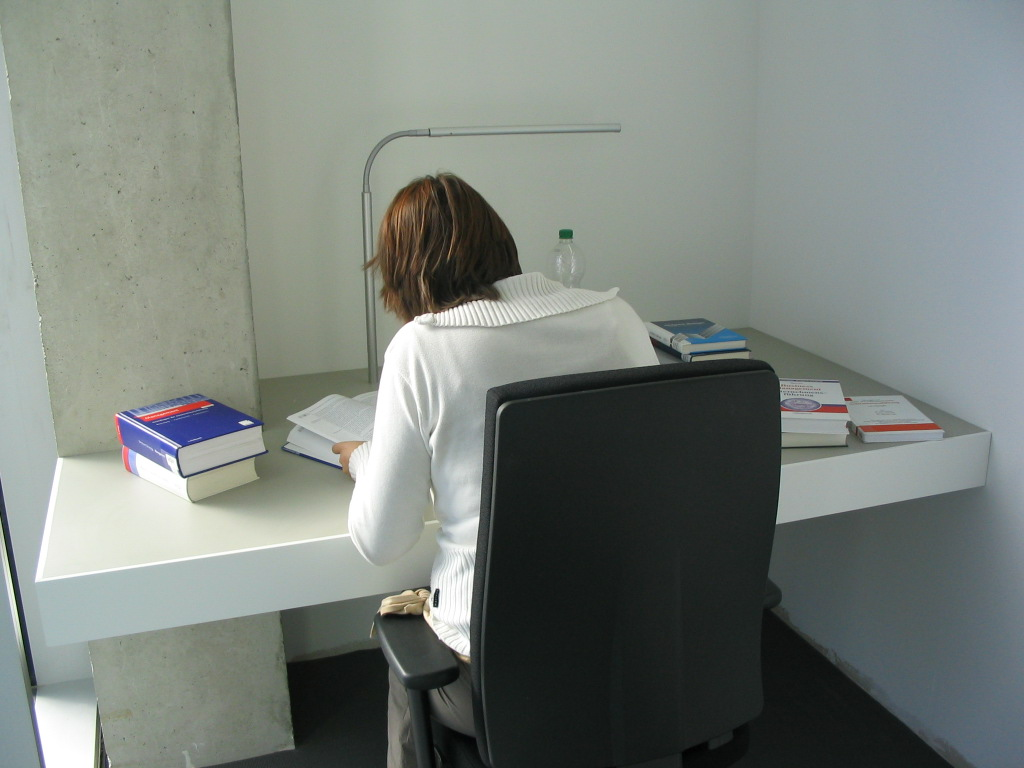
Erdgeschoss: Einzelarbeitskabine
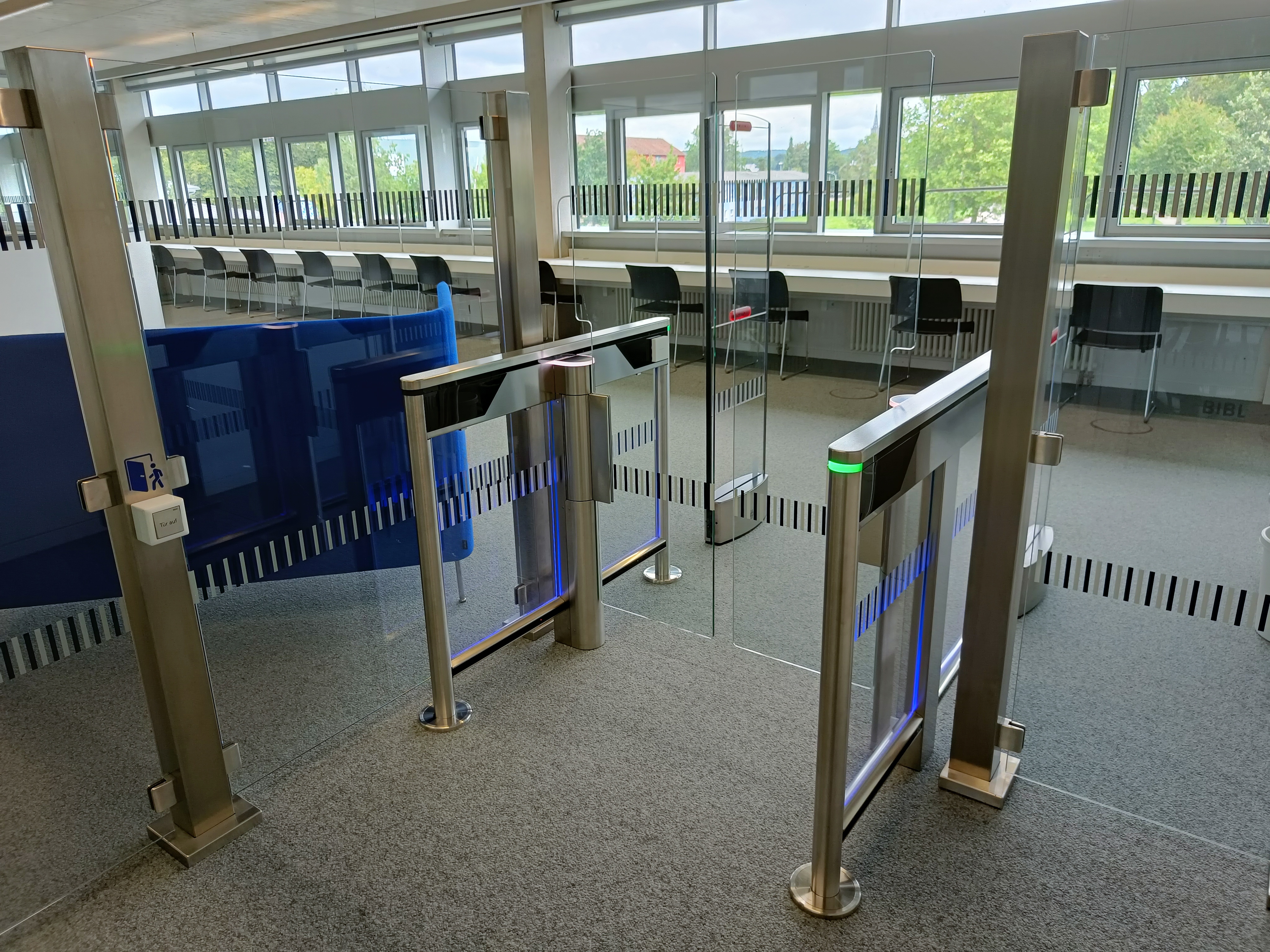
Obergeschoss: Personenschleuse
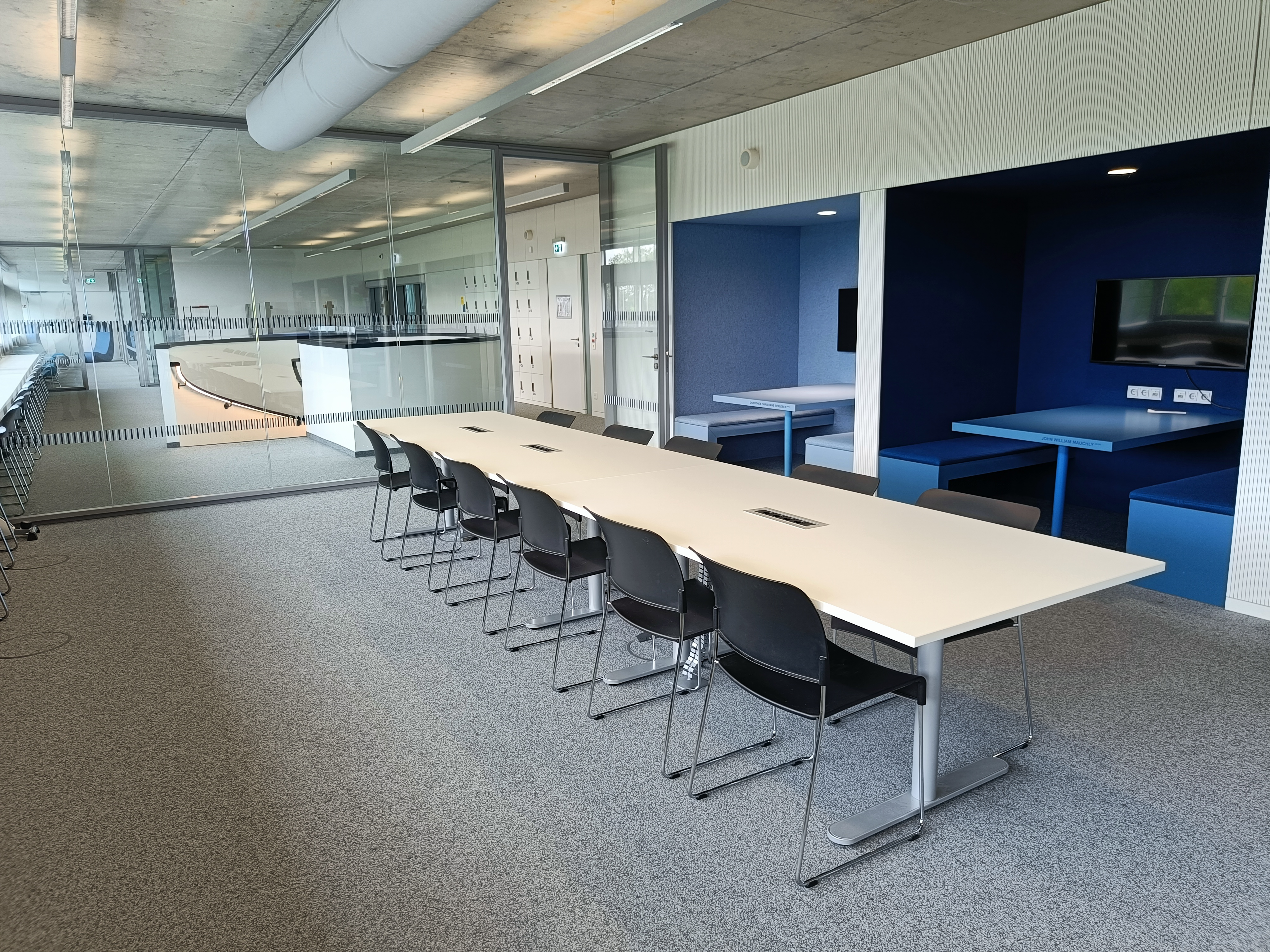
Obergeschoss: Arbeitsplätze
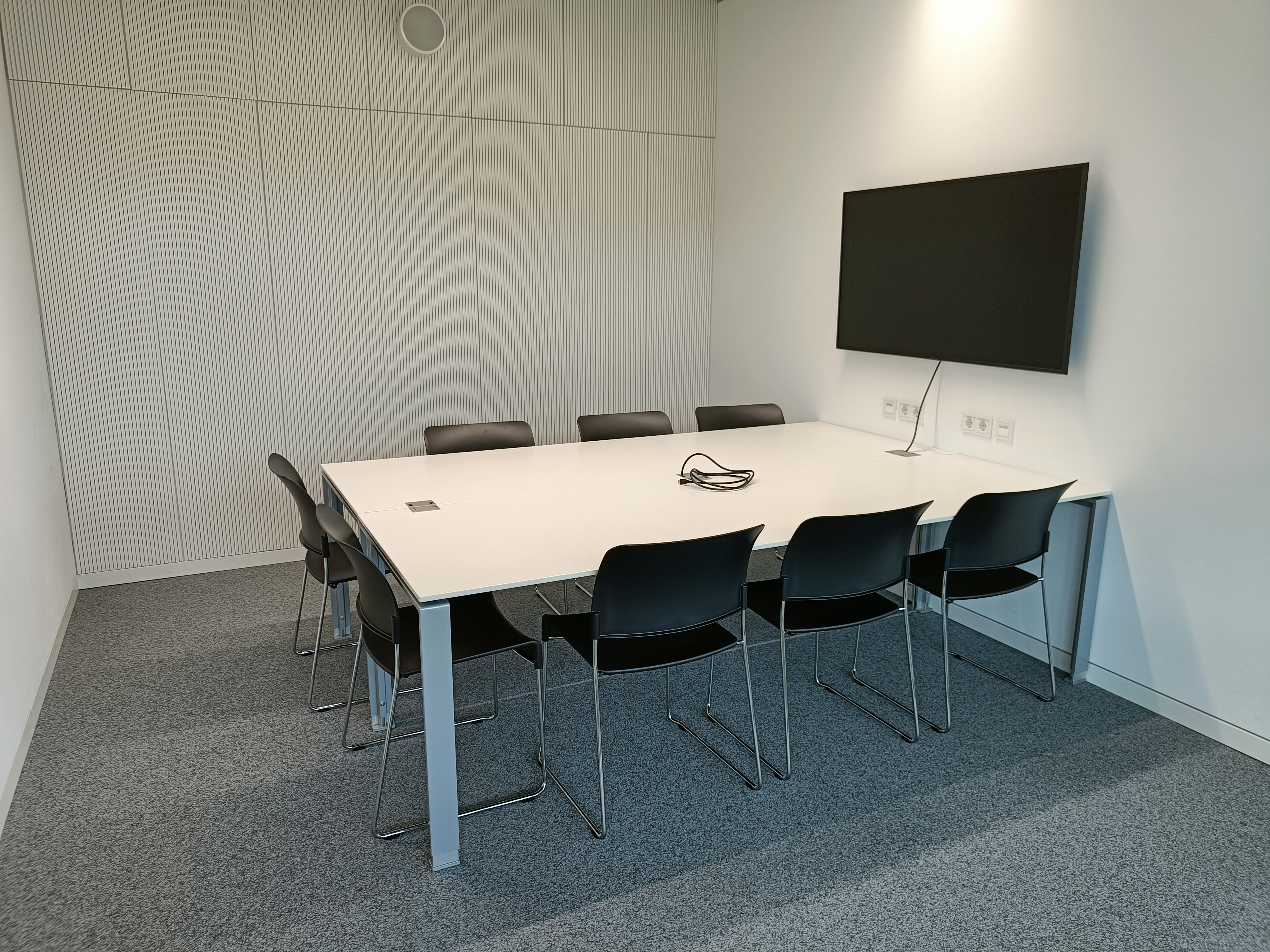
Obergeschoss: Gruppenarbeitsraum

## Bestandskennzahlen
Die Bibliothek der Hochschule Neu-Ulm bietet Zugang zu:
- ca. 62.000[14] gedruckten Medien (inklusive gebundener Zeitschriften)
- 123[15] laufenden, gedruckten Zeitschriftenabonnements
- ca. 75.000 E-Books[16]
- über 10.000[17] lizenzierten elektronischen Zeitschriften und elektronischen Zeitungen
- 33[18] lizenzierten Fachdatenbanken